# Lilla Nornäbban
Lilla Nornäbban är en sjö i Kungälvs kommun i Bohuslän och ingår i Göta älvs huvudavrinningsområde. Lilla Nornäbban ligger i Svartedalen Natura 2000-område. Sjön är 6,8 meter djup, har en yta på 0,0037 kvadratkilometer och är belägen 124 meter över havet.

## Bilder

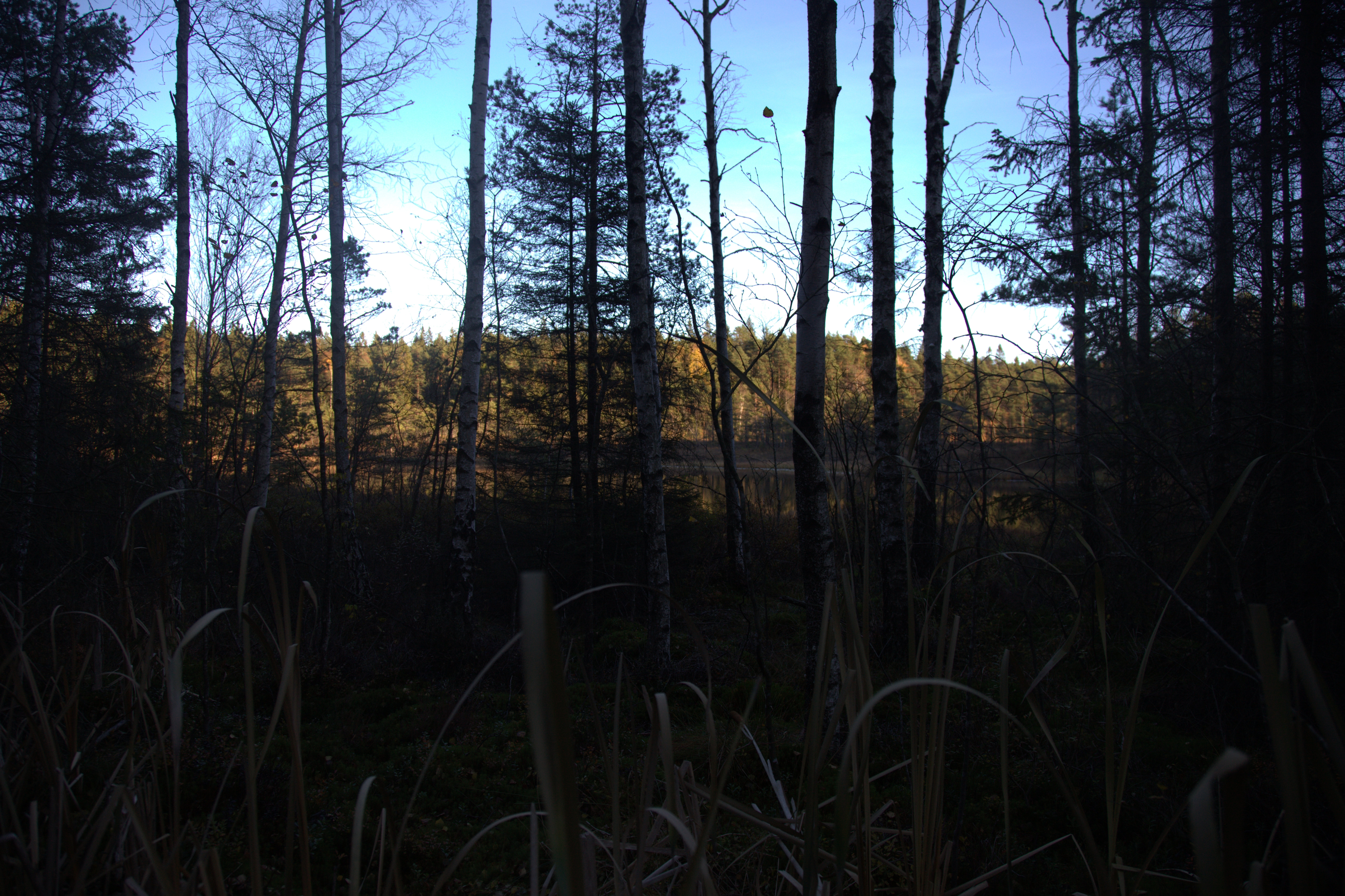
Sjön sedd från vägen
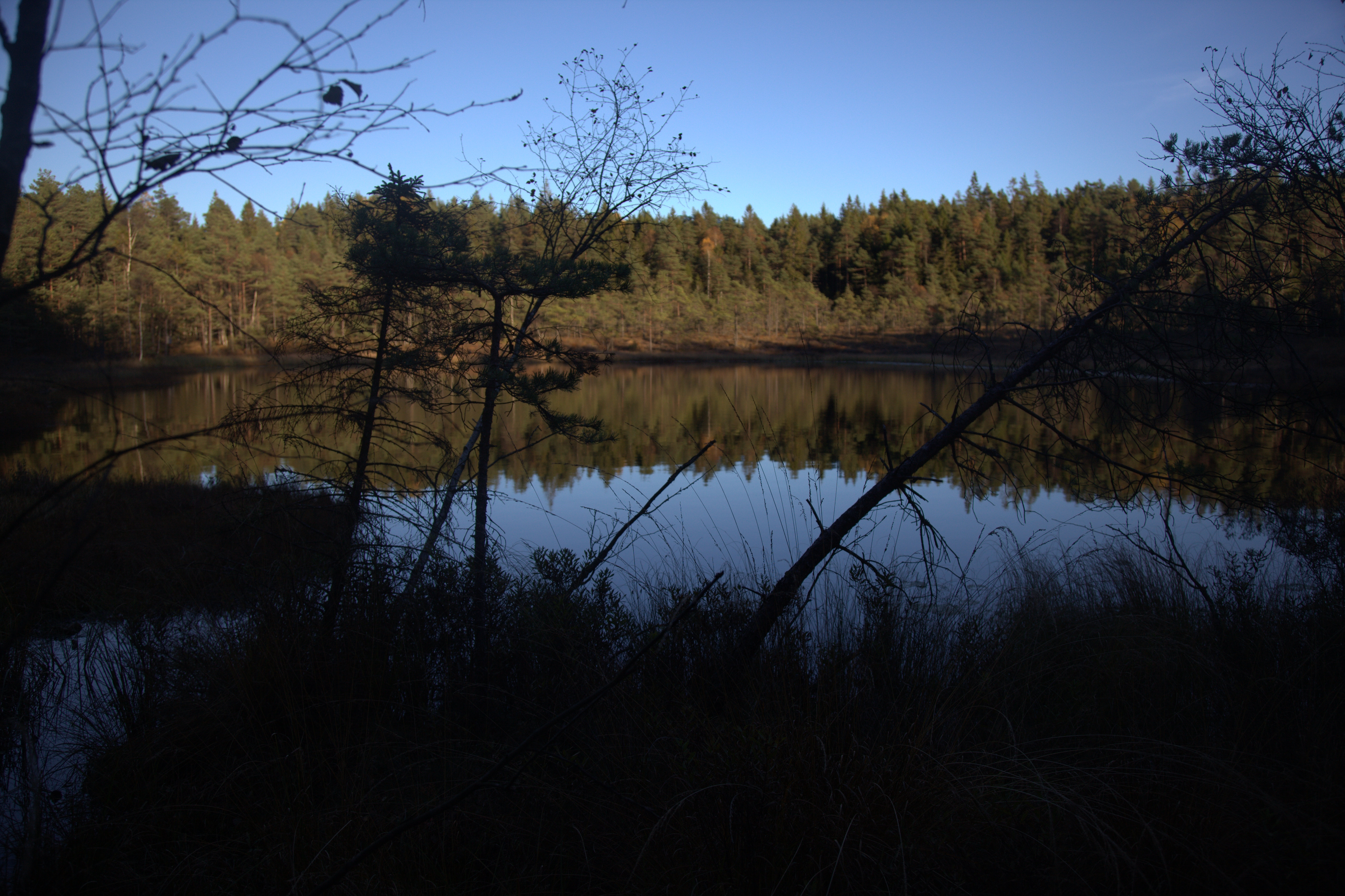